# Vieille centrale hydroélectrique Sv. Petka à Ostrovica
La vieille centrale hydroélectrique Sv. Petka à Ostrovica (en serbe cyrillique : Стара хидроелектрана "Св. Петка" у Островици ; en serbe latin : Stara hidroelektrana "Sv. Petka" u Ostrovici) est situé à Ostrovica, dans la municipalité de Niška Banja, sur le territoire de la ville de Niš et dans le district de Nišava, en Serbie. Elle est inscrite sur la liste des monuments culturels protégés de la république de Serbie (identifiant no SK 2055),,.

## Présentation
La centrale est située dans la gorge de Sićevo, formée par la rivière Nišava. Construite en 1902, elle a été la première centrale à alimenter la ville de Niš en électricité. La décision de sa construction avait été prise par la municipalité en 1898, avec l'appui de son président Todor Milovanović, un partisan de l'introduction de l'électricité comme nouveau moteur de la prospérité industrielle de sa ville, ainsi que celui des habitants du village de Sićevo. L'ingénieur et professeur à la faculté technique de l'université de Belgrade, Aćim Stevović (1866-1957) a conçu le barrage, les canaux et les bâtiments du complexe, tandis que tout le matériel a été acheté en Allemagne à la société Siemens-Schuckertwerke.
La centrale a été inaugurée le 21 janvier 1908 et n'a pas connu de travaux déterminants depuis cette date.
La centrale se présente comme un bâtiment tout en longueur, de faible valeur architecturale mais tout entière subordonnée à des fins industrielles. Ce bâtiment a été utilisé pour abriter des turbines, des générateurs et des installations de toute sorte.
La centrale est toujours en activité aujourd'hui ; l'électricité atteint Niš par une ligne de 25 km de long.

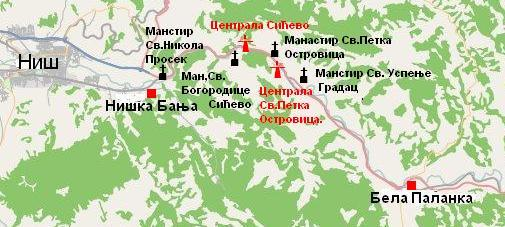
Centrales et monastères de la gorge de Sićevo.